# Gerhard Potma
Gerhardus Johannes Cornelis (Gerhard) Potma (Sneek, 29 augustus 1967 - aldaar, 31 maart 2006) was een Nederlands zeiler.
Potma begon met zeilen op 10-jarige leeftijd en nam deel aan wedstrijden in een piraat. Later nam hij deel aan vele andere zeilklasses, waaronder de flits, schakel, 16-kwadraat en valk.
Van 1988 tot en met 1993 zeilde hij samen met zijn broer Willem Potma in de Flying Dutchman, dat toentertijd een Olympische discipline was en namen deel aan de Olympische Zomerspelen 1992 in Barcelona. Eerder, in 1989 wisten ze de Kieler Woche winnend af te sluiten. Nadat de Flying Dutchman van het Olympisch programma was gehaald, kozen de Potma's voor de driemansboot soling, waarin ze samen met Frank Hettinga deelnamen aan de Olympische Zomerspelen 1996 in Atlanta.
Na de actieve kernploegperiode begon Gerhard met zijn broer een eigen zeilmakerij in Sneek. De naam van het bedrijf, NED31, refereert aan het zeilnummer van de broers.
Gerhard Potma overleed op 38-jarige leeftijd.